# Bed Chem
«Bed Chem» — песня американской певицы и автора-исполнителя Сабрины Карпентер из альбома Short n’ Sweet. Карпентер написала ее вместе с авторами песен Джулией Майклз и Эми Аллен и продюсерами Джоном Райаном и Яном Киркпатриком. Песня стала шестым треком альбома 23 августа 2024 года, когда альбом был выпущен лейблом Island Records. Песня была отправлена на Contemporary hit radio США 17 сентября 2024 года в качестве четвертого сингла альбома.

## История
В январе 2021 года Сабрина Карпентер подписала контракт с Island Records. В марте 2024 года она объявила, что работает над шестым студийным альбомом, исследуя новые жанры и ожидая, что он станет предвестником новой главы в ее жизни. В преддверии своего выступления на фестивале Коачелла Карпентер объявила, что сингл под названием «Espresso» будет выпущен 11 апреля 2024 года. Песня имела неожиданный успех, став ее первым синглом номер один в чарте Billboard Global 200 и первой песней, вошедшей в топ-10 Billboard Hot 100. За ней последовал сингл «Please Please Please» (2024), который достиг первого места в Billboard Hot 100.
До официального объявления по всему Нью-Йорку стали появляться рекламные щиты с твитами о росте Карпентер. 3 июня 2024 года она объявила, что альбом, названный Short n' Sweet, будет выпущен Island Records 23 августа 2024 года, и показала обложку. Треклист был обнародован 9 июля 2024 года. Карпентер написала песню «Bed Chem» вместе с авторами песен Джулией Майклс и Эми Аллен и ее продюсерами Джоном Райаном и Яном Киркпатриком. Песня стала доступна для цифрового скачивания в альбоме, который вышел 23 августа 2024 года.

## Композиция
Продолжительность песни «Bed Chem» составляет 2 минуты 51 секунду и ее называют синти-поп-песней
После ее выхода различные журналисты проанализировали песню, ее текст и последующие значения. Джейсон Липшутц из Billboard описал песню как «мечтательный флирт, полный точного вокала, личных прикосновений, сексуальных намеков и мелодий». Название песни, «Bed Chem», является сокращением от «химии в спальне» («bedroom chemistry») и и ее текст вращается вокруг Карпентер, чувствующей сильное влечение к мужчине, что заставляет ее представлять, какими они будут вместе в постели. Она поет о том, как мужчина пленил ее, и приглашает его «приехать прямо ко мне», несмотря на их разные часовые пояса. Она использует сленговые термины, относящиеся к половому акту, упоминает позу 69, а также делает несколько эвфемизмов о размерах пениса в тексте песни.
Автор журнала Paper Эрика Кэмпбелл считает, что песня подчеркнула знойную сторону Карпентер. Описывая её создание, Карпентер в шутку заявила, что «в студии было много пара. Было очень жарко и тяжело». Карпентер отметила, что, приступая к работе в студии, она хотела «написать песню одновременно сексуальную и легкомысленную». В качестве вдохновения для песни она назвала американскую певицу Кристину Агилеру, заявив, что на ретро-мотивы песни повлияла Агилера и другая музыка, которую она слушала, когда росла в ранней молодости.
Различные журналисты также сравнивали текст песни с отношениями между Карпентер и ее тогдашним предполагаемым бойфрендом, ирландским актером Барри Кеоганом, где Карпентер вспоминает, что носила «прозрачное платье», а мужчина в песне был одет в белый пиджак и имел сильный акцент. Майя Эрнест из Elle и Софи Хэнсон из StyleCaster восприняли несколько ссылок на Кеогана, а Дилан Кикхэм из Elite Daily выразил мнение, что Карпентер «невероятно четко обозначила музу [песни]», добавив, что песня «полностью посвящена доблести ее парня Барри Кеогана в спальне». Сам Кеоган позже заявил в Instagram, что песня является его любимой из альбома Short n' Sweet.

## Отзывы
Кэмпбелл назвал песню «Bed Chem» главным треком альбома Short n' Sweet. Липшутц поставил ее на четвертое место среди двенадцати треков альбома, заявив, что в ней «мелодии достаточно сильны, чтобы стать главными крючками, которые затем ведут к еще более лучшим мелодиям». Как фраза, «Bed Chem» войдет в культурный лексикон быстрее, чем вы скажете «me espresso»; как демонстрация того, что Карпентер делает лучше всего, песня одновременно чувственная, искренняя и не боится заставить вас смеяться. Независимо от того, как «Bed Chem» выступит в чартах, эта песня станет несомненным фаворитом поклонников". Сэм Прэнс из Capital считает, что в контексте того, что Карпентер «не стесняется быть сексуальной в своей музыке», она «превзошла себя» с этой песней. Риан Дейли из New Musical Express считает, что «Bed Chem» вместе с треком «Good Graces» «вылеплены по образу Арианы Гранде». Карл Уилсон из Slate считает, что эта песня и трек «Juno» — самые «сексуальные» в альбоме, и соглашается, что заглавная фраза станет популярной в Интернете. Nylon включил ее в список семи лучших песен недели релиза, а София Анте заявила, что Карпентер была «самой очаровательной — дерзкой, соблазнительной, перед которой невозможно устоять — она заставит вас краснеть целых три минуты».

## Чарты

### Еженедельные чарты
| Чарт (2024)                         | Высшая позиция |
| ----------------------------------- | -------------- |
| Австралия (ARIA)                    | 10             |
| Канада (Billboard Canadian Hot 100) | 17             |
| Мир (Billboard Global 200)          | 14             |
| Греция (IFPI)                       | 47             |
| Ирландия (IRMA)                     | 5              |
| Литва (TopHit)                      | 82             |
| Новая Зеландия (Recorded Music NZ)  | 9              |
| Португалия (AFP)                    | 30             |
| Сингапур (RIAS)                     | 10             |
| Швеция (Sverigetopplistan)          | 65             |
| Великобритания UK Streaming (OCC)   | 16             |
| США (Billboard Hot 100)             | 14             |

## Сертификации
| Регион                                                                      | Сертификация | Продажи   |
| --------------------------------------------------------------------------- | ------------ | --------- |
| Канада (Music Canada)                                                       | Платиновый   | 80 000    |
| Новая Зеландия (RMNZ)                                                       | Золотой      | 15 000    |
| Португалия (AFP)                                                            | Золотой      | 5000      |
| Великобритания (BPI)                                                        | Серебряный   | 200 000   |
| США (RIAA)                                                                  | Платиновый   | 1 000 000 |
| Данные о продажах + прослушиваниях приведены только на основе сертификации. |              |           |

## История выхода
| Регион | Дата             | Формат                 | Лейбл  | Ссылка       |
| ------ | ---------------- | ---------------------- | ------ | ------------ |
| США    | 17 сентября 2024 | Contemporary hit radio | Island | [ 44 ] [ 2 ] |